# Concertul pentru pian nr. 1 (Prokofiev)
Serghei Prokofiev a început să compună Concertul pentru pian nr. 1 în Re bemol major, Op. 10 în 1911 și l-a finalizat în 1912. Un concert într-o singură parte, este cel mai scurt din cele cinci concerte pentru pian finalizate ale sale, având o durată de doar 15 minute.

## Instrumentație
Concertul este orchestrat pentru piculină, 2 flauturi, 2 oboaie, 2 clarinete, 2 fagoți, contrafagot, 4 corni, 2 trompete, 3 tromboni, tubă, timpane, percuție și coarde.

## Structură
Concertul pentru fi divizat astfel:
1. Allegro brioso (7-8 minute)
2. Andante assai (4-5 minute)
3. Allegro scherzando (4-5 minute)

Prima și ultima secțiune au o legătură tematică între ele deorece concertul începe și se încheie cu aceeași temă în Re bemol major. Secțiunea mediană (Sol diez minor) este mai întunecată dar deloc mai puțin glorioasă decât celelalte două, climaxul său fiind mai mult abisal decât arogant.
Prokofiev a dedicat primul său concert pentru pian "înfiorătorului Șrepin".
Concertul a avut premiera la Moscova pe 25 iulie 1912 cu Prokofiev în calitate de solist și cu Konstantin Saradzhev dirijor. Prokofiev a scris mai târziu că Saradzhev "a realizat splendid toate tempourile mele".
Prokofiev a câștigat premiul Anton Rubinstein pentru realizările sale pianistice într-o interpretare a lucrării la Conservatorul din Sankt Petersburg pe 18 mai 1914. Prokofiev a propus propriul său concert în programul competiției, spunând că, deși nu putea câștiga premiul cu un concert clasic, cu propriul său concert juriul "să fie incapabil să decidă dacă îl interpreta bine sau nu". Totuși, regulamentul competiției cerea ca lucrarea să fie publicată. Prokofiev a reușit să găsească un editor dispus să producă 20 de exemplare a lucrării la timp pentru competiție. Interpretarea a fost de succes iar juriul, condus de Alexandr Glazunov, i-au acordat lui Prokofiev premiul întâi, deși cu o oarecare reticiență.